# Tipula pustulata
Tipula pustulata är en tvåvingeart som beskrevs av Pierre 1920. Tipula pustulata ingår i släktet Tipula och familjen storharkrankar. Inga underarter finns listade i Catalogue of Life.